# Тарбагатай (горы)
Тарбагата́й (каз. Тарбағатай; кит. 塔尔巴加泰) — хребет в Казахстане на границе с Синьцзян-Уйгурским автономным районом Китая.

## Этимология
Название Тарбагатай имеет монгольское происхождение (от монгольского монг. тарвагтай, значит «сурочий», прилагательное от монгольского слова монг. тарвага — «сурок тарбаган»); дословно — «место, в котором водится много сурков (тарбаганов)», аналогичные названия встречаются на территории Монголии и в Забайкалье.

## Расположение
Западный конец Тарбагатая находится в 75 км к юго-востоку от города Аягоз, отсюда хребет примерно на 55 км протягивается на юго-восток до горы Сандыктас, далее он пролегает на восток по границе Казахстана и Китая. Общая протяженность — около 300 км при наибольшей ширине в 55 км. Высшая точка Тарбагатая — Тастау, высотой 2992,7 м.
В 1864 году по восточному Тарбагатаю совершили поездку географы-путешественники Карл Фон Струве и Григорий Потанин.

## Геология
Части вечного снега встречаются только на северной стороне хребта, и то в малом количестве . Основание хребта состоит из гранита, местами со штоками диорита, пластами яшмы; глинистый сланец встречается только на некоторых вершинах, например, на Тастау. Широко распространены тальковый сланец и кристаллический известняк. У подошвы горы Маралшокы преобладает порфир, в восточном конце Тарбагатая у прохода Боргуссутай горы состоят из песчаника, а в вершине реки Себеты — из конгломератов.
Поднявшийся в Плиоцене и Плейстоцене хребет Тарбагатай разделил бывшие до этого единым водоёмом озёра Зайсан (пресное) и Алаколь (солёное) на самостоятельные водоёмы, которые при этом значительно уменьшились в размерах.

## Гидрография
С Тарбагатая в соседние долины стекают многочисленные, хотя и небольшие реки. Между вершинами Маралшокы и Тастау, сливаясь из двух ключей, берёт начало река Урджар, текущая на юго-запад и впадающая в озеро Алаколь. В ущелье между Маралшокы и горой Сарышокы протекает на юг река Алет. К западу от вершины Сандыктас берёт начало река Теректы, впадающая в Урджар. Близ горы Сарышокы находится вершина южной долины реки Кызыкты и северной долины реки Тамырсык, к востоку от этих долин лежат 5 небольших озёр.
Восточная вершина река Караунгура, притока Эмеля, а также вершина река Ласгы, принадлежащей к бассейну озера Зайсан. По дороге от Сарышокы к горам Коджур видны вершины на север: Джеман, Жаксы-Арганаты и Манырак, а за ними река Чегра; на юг — гора Ащудас и высокая, но не достигающая снежной линии гора Барлык. Седловина между Коджуром и Итыкчн занята болотом, из которого берёт начало река Терсайрык. От Коджура Тарбагатай разделяется на две ветви: южную и северную; последняя, начиная с запада, носит название Кызылшокы, Карашокы и Килтынгара; между названными ветвями пролегает долина, по которой течёт река Терсайрык. Эта река, протекая на восток, у Калтынгары выходит в котловину Кызылчилик, отсюда она направляется на север, сливается с Кондысу и под именем Черчи через узкое ущелье между Карашокы и Манырак выходит в равнину озера Зайсана. Эта последняя равнина соединяется с котловиной Кызыкчилик ещё ущельем Исык между горами Килтынгара и Кызылшокы. Гора Тастау состоит из двух вершин, между которыми начинается глубокая лощина, составляющая русло реки Нарын. Эта река берёт начало из снегового пятна на северном склоне одной из двух вершин Тастау-Джелаулы.

## Климат
Южные ущелья Тарбагатая по сравнению с северными отличаются глубиной и крутизной склонов. Северные долины отличаются большей сухостью воздуха, нежели южные; в первых нет кустарниковой и древесной растительности, между тем в южных растут ивы, тополи и барбарис. Зато на северных склонах альпийская зона богаче водой, нежели на южных, поэтому зона имеет более разнообразную растительность. Тарбагатай покрыт травами, только вершины высоких гор голы; лес же встречается только в южных долинах рек и по отрогу Барлык, который в юго-восточном направлении уходит в пределы Китая.

## Животный мир
В пустынных ущельях водятся горные бараны, или архары (Ovis argali), каменные куропатки, или кеклики, а высоко в горах много сурков. По-джунгарски тарбаган — сурок, а тай — это гора (тарбаган тай — сурковая гора), отсюда название Тарбагатай. Также водятся зайцы, тушканчики, волки, небольшой олень (местные жители называют его елик), в середине 1980-х годов встречались медведи, а в расщелинах каменистых склонов водится особый вид мышей, многолетние наслоения помёта которых образуют всем известное мумиё.

## Экономика
В Тарбагатае известно 16 горных проходов, из них наиболее удобные: Котеласу в западной части, близ вершины реки Каракол; Чагаракасу между горами Тастау и Маралшокы; Сайасу — между Тастау и Джувантау; Хабарасу — через гору Хабар, на южной подошве которой находится китайский населённый пункт Улустау, в 20 км к северу от города Чугучака. Последний — наиболее удобен и проходим. Также известен Каракезенский перевал, служащий границей Казахстана с Китаем.
В границах Китая в вершинах реки Терсайрык находятся разрабатываемые золотые россыпи; при истоках реки Кизыктысу, близ китайского Улустау, добывается каменный уголь; в близлежащих хребтах и горах Сауртау, Чаганобо, Манрак и Кичкинетау, а также в границах Казахстана, найдены медные и серебросвинцовые руды, каменный уголь, гипс, самородная сера и квасцы.